# 衝立狸
衝立狸（ついたてだぬき）は、徳島県美馬郡脇町（現・美馬市）に伝わる化け狸。

## 概要
脇町大字脇町から隣りの新町へ向かう途中にある高須という寂しげな場所に現れたという。人が夜道を歩いていると、大きな衝立となって道の真ん中に現れる。大抵の人は足止めをされたことに驚いて引き返すが、強気な人が丹田（臍）に力を込め、構わずに突き進むと、そのまま通り抜けることができるという。妖怪研究家・多田克己はこれを、同様に道行く人を足止めする妖怪、塗壁の一種としている。
かつて多くの人々から恐れられ、この道を夜に通る人は殆どいなくなったため、付近の人々が集まって光明真言を4万8千遍唱え、緑泥片岩で高さ1丈程の石碑を建てて衝立狸を封印した（僧侶が封印したとの説もある）。以来、この怪異は無くなったという。
徳島の郷土史家・笠井新也による『阿波の狸の話』（1927/昭和2年）には、この石碑が現存するとあるものの、その後に妖怪研究家・村上健司が現地調査で土地の人々から取材したところによれば、衝立狸を封じたという石碑は近年まで高須に実在していたが、昭和40年代に心無い者による盗難に遭ってしまったため、現存していないという。